# アウェアネス
アウェアネス（英語: awareness）は、意識、気づき、といった意味を持つ英語。日本語圏でこのカタカナ語が使われるのは、主に次の二つの文脈。
1. アウェアネス：マスメディアを含む社会的文脈で使われるもの。ある問題に対する、人々の知識の程度、危機・問題意識の高さ、といった意味を持つ。
  1. この文脈では、アウェアネス・リボンなど。
2. アウェアネス：認知神経科学や心の哲学などの分野で使われる専門用語（本稿で説明）

アウェアネス（英語: awareness）または気づきは、主に意識に関わる研究の文脈で使われる学術用語で、人が何らかの情報にアクセスできて、その情報を行動のコントロールに利用できる状態のこと。
具体的には例えば「赤い色が見えている」ことに気づいていてそれを言語で報告できる状態（視覚的アウェアネス）、「自分がある種の感情を持っている（怒り、喜び、鬱など）」ということに気づいていてそれを言語で報告できる状態、「自分が存在する」ということに気づいていてそれを言語で報告できる状態（自己認識）、などのことを意味する。
人間は自分の脳内で行われている処理であっても、そのすべてに関して気づきを持っているわけではない。むしろ逆にほとんどの処理は気づきを伴わず進行する（これは一般に無意識と呼ばれる）。